# Peter Krawietz
Peter Krawietz (Mainz, 31 december 1971) is een Duits voetbaltrainer die sinds oktober 2015 onder contract staat als assistent-trainer bij Liverpool. Eerder stond Krawietz onder leiding van Jürgen Klopp onder contract bij Mainz 05 (2001–2008) en Borussia Dortmund (2008–2015).

## Erelijst als assistent-trainer
Borussia Dortmund
- Bundesliga: 2010/11, 2011/12
- DFB-Pokal: 2011/12
- DFL-Supercup: 2013, 2014

 Liverpool
- UEFA Champions League: 2018/19
- UEFA Super Cup: 2019
- FIFA Club World Cup: 2019
- Premier League: 2019/20
- EFL Cup: 2021/22
- FA Cup: 2021/22
- FA Community Shield: 2022

1 Alisson ·
2 Gomez ·
3 Endo ·
4 Van Dijk  ·
5 Konaté ·
7 Díaz ·
8 Szoboszlai ·
9 Núñez ·
10 Mac Allister ·
11 Salah ·
14 Chiesa ·
17 Jones ·
18 Gakpo ·
19 Elliott ·
20 Jota ·
21 Tsimikas ·
26 Robertson ·
38 Gravenberch ·
43 Bajcetic ·
47 Phillips ·
56 Jaroš ·
62 Kelleher ·
66 Alexander-Arnold ·
78 Quansah ·
80 Morton ·
84 Bradley ·
95 Davies ·
Coach: Slot
· Assistent-coach: Heitinga
· Assistent-coach: Hulshoff
· Keeperstrainer: Taffarel